# Kościół św. Jadwigi w Glesnie
Kościół świętej Jadwigi w Glesnie – rzymskokatolicki kościół parafialny należący do parafii pod tym samym wezwaniem (dekanat Wyrzysk diecezji bydgoskiej).
Jest to świątynia wzniesiona ze środków Mieczysława i Emilii Chłapowskich i parafian w 1924 roku w stylu neobarokowym, według projektu architekta Rogera Sławskiego z Poznania. W 1925 roku kościół został konsekrowany przez biskupa Antoniego Laubitza. W świątyni można zobaczyć pamiątki ze starego kościoła, między innymi figury czterech ewangelistów w ambonie oraz krzyż w kruchcie.